# Piilovaara
Piilovaara är kullar i Finland.   De ligger i landskapet Kajanaland, i den östra delen av landet, 500 km nordost om huvudstaden Helsingfors. Piilovaara ligger vid sjön Palonen.